# Teen Choice Award for Choice Movie - Comedy
Il Teen Choice Award for Choice Movie – Comedy è un premio assegnato dal 1999 nell'ambito del Teen Choice Awards al migliore film commedia, stabilito da una giuria di adolescenti, come da regolamento.

## Vincitori e candidati
I vincitori sono indicati in grassetto, a seguire gli altri candidati.

### Anni 1990-2000
- 1999:- Tutti pazzi per Mary (There's Something About Mary), regia di Peter e Bobby Farrelly
  - 10 cose che odio di te (10 Things I Hate About You), regia di Gil Junger
  - Election, regia di Alexander Payne
  - Mai stata baciata (Never Been Kissed), regia di Raja Gosnell
  - Patch Adams, regia di Tom Shadyac
  - Shakespeare in Love, regia di John Madden
  - Kiss Me (She's All That), regia di Robert Iscove
  - Waterboy (The Waterboy), regia di Frank Coraci

### Anni 2000-2010
- 2000:- Austin Powers - La spia che ci provava (Austin Powers: The Spy Who Shagged Me), regia di Jay Roach
  - American Pie, regia di Paul Weitz e Chris Weitz
  - Gigolò per sbaglio (Deuce Bigalow: Male Gigolò), regia di Mike Mitchell
  - Pazzo di te! (Down to You), regia di Kris Isacsson
  - Galaxy Quest, regia di Dean Parisot
  - Alta fedeltà (High Fidelity), regia di Stephen Frears
  - Road Trip, regia di Todd Phillips
  - Costi quel che costi (Whatever It Takes), regia di David Raynr
- 2001:- Miss Detective (Miss Congeniality), regia di Donald Petrie
  - Ragazze nel pallone (Bring It On), regia di Peyton Reed
  - Charlie's Angels, regia di McG
  - Fatti, strafatti e strafighe (Dude, Where's My Car?), regia di Danny Leiner
  - Le avventure di Joe Dirt (Joe Dirt), regia di Dennie Gordon
  - Josie and the Pussycats, regia di Harry Elfont e Deborah Kaplan
  - Ti presento i miei (Meet the Parents), regia di Jay Roach
  - Prima o poi mi sposo (The Wedding Planner), regia di Adam Shankman
- 2002:- American Pie 2, regia di James B. Rogers
  - Non è un'altra stupida commedia americana (Not Another Teen Movie), regia di Joel Gallen
  - Orange County, regia di Jake Kasdan
  - Pretty Princess (The Princess Diaries), regia di Garry Marshall
  - Scooby-Doo, regia di Raja Gosnell
  - Amore a prima svista (Shallow Hal), regia di Peter e Bobby Farrelly
  - La cosa più dolce... (The Sweetest Thing), regia di Roger Kumble
  - Zoolander, regia di Ben Stiller
- 2003:- Tutta colpa dell'amore (Sweet Home Alabama), regia di Andy Tennant
  - Terapia d'urto (Anger Management), regia di Peter Segal
  - Un ciclone in casa (Bringing Down the House), regia di Adam Shankman
  - Head of State, regia di Chris Rock
  - Jackass: The Movie, regia di Jeff Tremaine
  - Kangaroo Jack - Prendi i soldi e salta (Kangaroo Jack), regia di David McNally
  - Lizzie McGuire - Da liceale a popstar (The Lizzie McGuire Movie), regia di Jim Fall
  - Malibu's Most Wanted - Rapimento a Malibu (Malibu's Most Wanted), regia di John Whitesell
- 2004:- Shrek 2, regia di Andrew Adamson, Kelly Asbury e Conrad Vernon
  - 30 anni in 1 secondo (13 Going on 30), regia di Gary Winick
  - 50 volte il primo bacio (50 First Dates), regia di Peter Segal
  - American Pie - Il matrimonio (American Wedding), regia di Jesse Dylan
  - Elf - Un elfo di nome Buddy (Elf), regia di Jon Favreau
  - Quel pazzo venerdì (Freaky Friday), regia di Mark Waters
  - Mean Girls, regia di Mark Waters
  - School of Rock, regia di Richard Linklater
- 2005:- Napoleon Dynamite, regia di Jared Hess
  - Io, lei e i suoi bambini (Are We There Yet?), regia di Brian Levant
  - Indovina chi (Guess Who), regia di Kevin Rodney Sullivan
  - Hitch - Lui sì che capisce le donne (Hitch), regia di Andy Tennant
  - Derby in famiglia (Kicking and Screaming), regia di Jesse Dylan
  - L'altra sporca ultima meta (The Longest Yard), regia di Peter Segal
  - Mi presenti i tuoi? (Meet the Fockers), regia di Jay Roach
  - Missione tata (The Pacifier), regia di Adam Shankman
- 2006:- She's the Man, regia di Andy Fickman
  - Gli scaldapanchina (The Benchwarmers), regia di Dennis Dugan
  - Ti odio, ti lascio, ti... (The Break-Up), regia di Peyton Reed
  - Cambia la tua vita con un click (Click), regia di Frank Coraci
  - Super Nacho (Nacho Libre), regia di Jared Hess
  - Scary Movie 4, regia di David Zucker
- 2007:- Molto incinta (Knocked Up), regia di Judd Apatow
  - Blades of Glory - Due pattini per la gloria (Blades of Glory), regia di Will Speck e Josh Gordon
  - Un'impresa da Dio (Evan Almighty), regia di Tom Shadyac
  - Una notte al museo (Night at the Museum), regia di Shawn Levy
  - Ocean's Thirteen, regia di Steven Soderbergh
- 2008:- Juno, regia di Jason Reitman
  - Baby Mama, regia di Michael McCullers
  - In viaggio per il college (College Road Trip), regia di Roger Kumble
  - Semi-Pro, regia di Kent Alterman
  - Su×bad - Tre menti sopra il pelo (Superbad), regia di Greg Mottola
- 2009:- Una notte al museo 2 - La fuga (Night at the Museum: Battle of the Smithsonian), regia di Shawn Levy
  - Una notte da leoni (The Hangover), regia di Todd Phillips
  - Land of the Lost, regia di Brad Silberling
  - Il superpoliziotto del supermercato (Paul Blart: Mall Cop), regia di Steve Carr
  - Yes Man, regia di Peyton Reed

### Anni 2010-2020
- 2010:- Notte folle a Manhattan (Date Night), regia di Shawn Levy
  - In viaggio con una rock star (Get Him to the Greek), regia di Nicholas Stoller
  - Un tuffo nel passato (Hot Tub Time Machine), regia di Steve Pink
  - Killers, regia di Robert Luketic
  - Lei è troppo per me (She's Out of My League), regia di Jim Field Smith
- 2011:- Bad Teacher - Una cattiva maestra (Bad Teacher), regia di Jake Kasdan
  - Le amiche della sposa (Bridesmaids), regia di Paul Feig
  - Parto col folle (Due Date), regia di Todd Phillips
  - Vi presento i nostri (Little Fockers), regia di Paul Weitz
  - I poliziotti di riserva (The Other Guys), regia di Adam McKay
- 2012:- 21 Jump Street, regia di Phil Lord e Christopher Miller
  - American Pie: Ancora insieme (American Reunion), regia di Jon Hurwitz e Hayden Schlossberg
  - Crazy, Stupid, Love, regia di Glenn Ficarra e John Requa
  - I Muppet (The Muppets), regia di James Bobin
  - Che cosa aspettarsi quando si aspetta (What to Expect When You're Expecting), regia di Kirk Jones
- 2013:- Voices (Pitch Perfect), regia di Jason Moore
  - Io sono tu (Identity Thief), regia di Seth Gordon
  - L'incredibile Burt Wonderstone (The Incredible Burt Wonderstone), regia di Don Scardino
  - Peeples, regia di Tina Gordon
  - Warm Bodies, regia d'Isaac Marion
- 2014:- Tutte contro lui - The Other Woman (The Other Woman), regia di Nick Cassavetes
  - Anchorman 2 - Fotti la notizia (Anchorman 2: The Legend Continues), regia di Adam McKay
  - Insieme per forza (Blended), regia di Frank Coraci
  - Poliziotto in prova (Ride Along), regia di Tim Story
  - Vampire Academy, regia di Mark Waters
- 2015:- Pitch Perfect 2, regia di Elizabeth Banks
  - Sotto il cielo delle Hawaii (Aloha), regia di Cameron Crowe
  - L'A.S.S.O. nella manica (The Duff), regia di Ari Sandel
  - Scemo & + scemo 2 (Dumb and Dumber To), regia di Peter e Bobby Farrelly
  - Notte al museo - Il segreto del faraone (Night at the Museum: Secret of the Tomb), regia di Shawn Levy
  - Il superpoliziotto del supermercato 2 (Paul Blart: Mall Cop 2), regia di Andy Fickman
- 2016:- Un poliziotto ancora in prova (Ride Along 2), regia di Tim Story
  - La bottega del barbiere 3 (Barbershop: The Next Cut), regia di Malcolm D. Lee
  - Lo stagista inaspettato (The Intern), regia di Nancy Meyers
  - Mother's Day, regia di Garry Marshall
  - Mr. Right, regia di Paco Cabezas
  - Zoolander 2, regia di Ben Stiller
- 2017:- Alla ricerca di Dory (Finding Dory), regia di Andrew Stanton
  - Cars 3, regia di Brian Fee
  - Le spie della porta accanto (Keeping Up with the Joneses), regia di Greg Mottola
  - LEGO Batman - Il film (The Lego Batman Movie), regia di Chris McKay
  - Tavolo n.19 (Table 19), regia di Jeffrey Blitz
- 2018:- Tuo, Simon (Love, Simon), regia di  Greg Berlanti
  - Daddy's Home 2, regia di Sean Anders
  - Come ti divento bella! (I Feel Pretty), regia di Abby Kohn e Marc Silverstein
  - Jumanji - Benvenuti nella giungla (Jumanji: Welcome to the Jungle), regia di Jake Kasdan
  - Overboard, regia di Bob Fisher e Rob Greenberg
  - Pitch Perfect 3, regia di Trish Sie
- 2019:- Crazy & Rich (Crazy Rich Asians), regia di Jon M. Chu
  - Instant Family, regia di Sean Anders
  - Non è romantico? (Isn't It Romantic), regia di Todd Strauss-Schulson
  - La piccola boss (Little), regia di Tina Gordon Chism
  - Pokémon: Detective Pikachu, regia di Rob Letterman
  - The Perfect Date, regia di Chris Nelson

### Anni 2020-2029
- 2020:- Edizione cancellata a causa della Pandemia di COVID-19 negli Stati Uniti d'America
- 2021:- Edizione cancellata a causa della Pandemia di COVID-19 negli Stati Uniti d'America